# Abelsche Identität
Die abelsche Identität ist ein Ausdruck für die Wronski-Determinante zweier linear unabhängiger homogener Lösungen einer linearen gewöhnlichen Differentialgleichung zweiter Ordnung. Die Beziehung wurde 1827 von dem norwegischen Mathematiker Niels Henrik Abel (1802–1829) hergeleitet.

## Aussage
Gegeben sei die lineare gewöhnliche Differentialgleichung zweiter Ordnung
{\displaystyle y''(x)-a_{1}(x)y'(x)-a_{0}(x)y(x)=0}.
Für die Wronski-Determinante von zwei Lösungen der Differentialgleichung gilt dann
{\displaystyle W(x)=W(x_{0})\ \exp \left(\int _{x_{0}}^{x}a_{1}(\xi )\,\mathrm {d} \xi \right)}.

## Beweis
Nach Definition ist {\displaystyle W(x)=\det \Phi (x)}, worin {\displaystyle \Phi } ein Fundamentalsystem für die Differentialgleichung
{\displaystyle Y'(x)=A(x)Y(x)} mit {\displaystyle A(x):={\begin{pmatrix}0&1\\a_{0}(x)&a_{1}(x)\\\end{pmatrix}}}
ist. Gemäß der liouvilleschen Formel gilt
{\displaystyle W(x)=W(x_{0})\ \exp \left(\int _{x_{0}}^{x}\mathrm {Spur} (A(\xi ))\ \mathrm {d} \xi \right)=W(x_{0})\ \exp \left(\int _{x_{0}}^{x}a_{1}(\xi )\,\mathrm {d} \xi \right)}.

## Anwendung
Die abelsche Identität erlaubt es, die Wronski-Determinante bei bekanntem Wert an der Stelle {\displaystyle x_{0}} für alle anderen {\displaystyle x} zu berechnen. Insbesondere ist die Wronski-Determinante konstant, wenn {\displaystyle a_{1}(x)\equiv 0} gilt. Aufgrund der Beziehung, die die Wronski-Determinante zwischen zwei linear unabhängigen Lösungen herstellt, erlaubt sie unter Umständen, die eine aus der anderen zu berechnen.